# Casablanca-konferencen
Casablanca-konferencen blev holdt på Anfa Hotel i Casablanca i Marokko fra 14. til 24. januar 1943. Formålet var at planlægge de allieredes strategi for Europa under 2. verdenskrig. Deltagerne i konferencen var USA's præsident Franklin D. Roosevelt, Storbritanniens premierminister Winston Churchill og de franske styrkers leder Charles de Gaulle.
Sovjetunionens diktator Josef Stalin var også indbudt, men takkede nej. de Gaulle havde i begyndelsen også afvist at deltage, men ændrede holdning, da Churchill truede med i stedet at indkalde Henri Giraud, der var leder af de frie franske styrker. Giraud var alligevel også til stede, og der eksisterede en mærkbar spænding mellem ham og de Gaulle under diskussionerne.
Konferencens mundede ud i en deklaration, der blev præsenteret på et pressemøde ved konferencens afslutning den 24. januar 1943. Deklarationens hovedpunkter var
- De allierede krævede aksemagternes betingelsesløse kapitulation
- Der skulle ydes materiel støtte til Sovjetunionen
- de Gaulle og Giraud skulle i fællesskab lede de frie franske styrker
- En aftale om, hvordan invasionen af Italien og Sicilien (den senere Operation Husky) skulle gennemføres.

## Casablanca-deklarationens krav om "betingelsesløs kapitulation"
Kravet om aksemagternes "betingelsesløse kapitaulation" blev formuleret af USA's præsident Roosevelt på pressekonferencen den 24. januar 1943. Roosevelt havde benyttet udtrykket med inspiration fra det krav, som den amerikanske general Ulysses S. Grant havde fremsat over for sydstaternes hær under den amerikanske borgerkrig. Så Roosevelt oplyste på pressekonferencen efter konferencens afslutning den 24. januar 1943, at de allierede forlangte "betingelsesløs kapitulation" af Nazi-Tyskland, Italien og Japan.
Præsident Roosevelt præsenterede efterfølgende konferencens konklusioner i en radiotale til det amerikanske folk den 12. februar 1943. I sin radiotale uddybede Roosevelt, hvad han mente med 'ubetinget kapitulation': "Vi ønsker ikke at påføre den almindelige befolkning i aksemageterne nogen skade. Men vi ønsker og straffe og hævne os på aksemagternes skyldige og barbariske ledere.".
Det har været hævdet, at USA og Storbritannien var uenige om beslutningen om at fortsætte krigen frem til Tysklands betingelsesløse kapitulation og overgivelse. Men Churchill var forinden blevet konsulteret og havde givet sit samtykke til fremsættelsen af kravet; Churchill havde fire dage forinden konsulteret sit krigskabinet i London, der ikke havde modsat sig dette krav. Den amerikanske general og øverstkommanderende for de amerikanske styrker, George Marshall, har også oplyst, at han forinden blev konsulteret. Han havde den 7. januar meddelt, at de allierede styrkers moral ville blive styrket af det ubetingede kravet, ligesom Stalins mistro overofr de vestlige allierede ville blive dæmpet.
Der er dog en række kilder, der modsiger den officielle forklaring om enighed mellem USA og Storbritannien om kravet om ubetinget kapitulation. The New York Times' korrespondent Drew Middleton, der var i Casablanca under konferencen skrev senere i sin bog Retreat From Victory, at Churchill var blevet overrasket over den offentlige udmelding om kravet om ubetinget kapitulation, men at han havde forsøgt at skjule sin overraskelse over Roosevelts udmelding på pressekonferencen. Ifølge den tidligere amerikanske ambassadør i Moskva, Charles Bohlen, var doktrinen om ubetinget kapitulation næsten egenrådigt formuleret af Roosvelt, og at Roosvelt havde formuleret kravet for at sikre de sovjetiske styrkers fortsatte krigsførelse for på den måde at lade Tyskland binde tropper og materiel på østfronten og for at undgå, at Stalin forhandlede en separat fredsaftale med Nazi-Tyskland på samme måde, som Lenin i 1. verdenskrig havde trukket Rusland ud af 1. verdenskrig ved Brest-Litovsk-freden.
Kravet om, at de allierede skulle fortsætte krigen indtil den totale nedkæmpelse af aksemagterne blev ikke modtaget positivt af alle på den allierede side. Flere diplomater var kritiske overfor en sådan tilgang, der blev anset som forsimplet og for ufleksibel og derved ødelæggende for en politisk løsning på konflikten, ligesom den firkantede udmelding ville være ødelæggende for moralen blandt modstandsgrupperne i Frankrig og Tyskland.
Briterne så muligheden for, at den tyske hær kunne benyttes til at bekæmpe Sovjetunionen og hindre en sovjetiske besættelse af Østeuropa. For Churchill og andre allierede ledere var den reelle hindring for at gennemføre denne plan mod Sovjetuniones besættelse af Østeuropa alene Adolf Hitlers position. Chefen for OSS-efterretningstjenesten i Bern i Schweiz, Allen Dulles, fastholdt, at Casablanca-erklæringen "blot var et stykke papir, der ville blive skrottet uden videre, hvis Tyskland ville indlede fredsforhandlinger. Kravet var, at Hitler skulle afsættes".
Der er dokumentation for, at flere tyske højt placerede anti-nazistiske embedsmænd samarbejdede med den britiske efterretningstjeneste MI6 om at eliminere Hitler og forhandle en fredsaftale med de allierede. Blandt disse var Admiral Wilhelm Canaris, leder af den tyske efterretningstjeneste Abwehr. Canaris' gentagne tilnærmelser om samarbejde med USA om støtte til fjernelse af Hitler blev ignoreret af Roosevelt.